# جیگلی
جیگلی (به لاتین: Dzhigli) یک منطقه مسکونی در جمهوری آذربایجان است که در شهرستان قوبا واقع شده است.